# ملاليين
ملاليين هي قرية مغربية شمال المملكة. تنتمي ملاليين لعمالة تطوان الساحلي. تضم هذه القرية 9.970 نسمة (إحصاء 2004).